# Elefant (faraon)
Elefant (probabil citit ca Pen-Abu), a fost un rege local din Egiptul de Sus care a domnit în jurul anilor 3200 î.Hr.în Perioada Naqada III. Numele sau se găsește în mai multe locații din Egiptul de Sus. Anume în: Abydos, in mormântul U-j, pe tăblițele de fildeș, în orașul Qustul și in orașul Gebel Șeic Suleiman. Se crede ca a fost regele local al regiunii Qustul-Gebel Șeic Suleiman și ca el, sau un urmaș de al lui a fost înfrânt și omorât de regele Scorpion care începuse o campanie de cucerire a întregului Egipt de Sus.
Gunter Dreyer spune ca in numele lui vede clar un șoim Horus deasupra, ceea ce indica faptul ca este vorba despre un rege. Mai vede și un elefant care se plimba sub un tron și citește Pen Abu.
Pe lângă asta, expertul in scriere, Ludwig David Morenz spune că este riscant să citim numele regelui ca Pen Abu, ci ar trebui să folosim pur și simplu, Regele Elefant. Dar, Morenz mai propune alternativ, un rinocer ca animal, deci ar putea fi și Regele Rinocer. Aceasta varianta a rinocerului nu este acceptată de majoritatea egiptologilor.